# FC Dinamo București în sezonul 1953
Sezonul 1953 este al cincilea sezon pentru FC Dinamo București în Divizia A. Pentru al treilea an consecutiv, Dinamo încheie campionatul pe poziția secundă, în urma CCA, distanța fiind acum de trei puncte. Titus Ozon a câștigat pentru al doilea an consecutiv titlul de golgheter al Diviziei A, cu 12 goluri marcate în acest sezon.
Meciurile din etapele 9, 10 și 11 s-au disputat la București din decizia Comisiei Centrale de Fotbal, pentru a putea observa mai bine jucătorii pentru loturile republicane. Astfel, meciul Știința Cluj-Dinamo, programat inițial la Cluj Napoca, a avut loc în București.
Jocul dintre Dinamo și Casa Armatei Câmpulung Moldovenesc din etapa a 16-a nu a mai avut loc, formația bucovineană fiind desființată în pauza dintre tur și retur, printr-o decizie a Asociației Republicane CCA de a avea o singură reprezentantă în fotbal (în speță CCA București).

## Rezultate
| Divizia A | Divizia A          | Divizia A                          | Divizia A | Divizia A |
| Etapa     | Data               | Adversar                           | Stadion   | Rezultat  |
| --------- | ------------------ | ---------------------------------- | --------- | --------- |
| 1         | 15 martie 1953     | Flamura Roșie Arad                 | deplasare | 1-2       |
| 2         | 22 martie 1953     | Dinamo Orașul Stalin               | acasă     | 3-2       |
| 3         | 30 martie 1953     | Progresul ICO Oradea               | acasă     | 4-1       |
| 4         | 5 aprilie 1953     | Locomotiva București               | deplasare | 0-2       |
| 5         | 12 aprilie 1953    | Casa Armatei Câmpulung Moldovenesc | deplasare | 1-2       |
| 6         | 22 aprilie 1953    | CCA București                      | acasă     | 2-1       |
| 7         | 26 aprilie 1953    | Locomotiva Timișoara               | deplasare | 0-0       |
| 8         | 3 mai 1953         | Flacăra Petroșani                  | deplasare | 2-0       |
| 9         | 8 mai 1953         | Știința Cluj                       | acasă     | 2-0       |
| 10        | 12 mai 1953        | Locomotiva Târgu Mureș             | acasă     | 1-0       |
| 11        | 17 mai 1953        | Știința Timișoara                  | acasă     | 4-2       |
| 12        | 27 august 1953     | Flamura Roșie Arad                 | acasă     | 1-1       |
| 13        | 6 septembrie 1953  | Dinamo Orașul Stalin               | deplasare | 1-3       |
| 14        | 13 septembrie 1953 | Progresul ICO Oradea               | deplasare | 2-0       |
| 15        | 20 septembrie 1953 | Locomotiva București               | acasă     | 2-1       |
| 16        | 27 septembrie 1953 | Casa Armatei Câmpulung Moldovenesc | acasă     | /-/       |
| 17        | 6 octombrie 1953   | CCA București                      | deplasare | 3-1       |
| 18        | 11 octombrie 1953  | Locomotiva Timișoara               | acasă     | 1-1       |
| 19        | 18 octombrie 1953  | Flacăra Petroșani                  | acasă     | 3-3       |
| 20        | 25 octombrie 1953  | Știința Cluj                       | deplasare | 2-4       |
| 21        | 1 noiembrie 1953   | Locomotiva Târgu Mureș             | deplasare | 2-3       |
| 22        | 15 noiembrie 1953  | Știința Timișoara                  | acasă     | 0-0       |

| Cupa României | Cupa României      | Cupa României       | Cupa României | Cupa României |
| Etapa         | Data               | Adversar            | Stadion       | Rezultat      |
| ------------- | ------------------ | ------------------- | ------------- | ------------- |
| șaisprezecimi | 9 septembrie 1953  | Șantierul Constanța | deplasare     | 2-1           |
| optimi        | 30 septembrie 1953 | Știința Iași        | deplasare     | 3-2           |
| sferturi      | 21 octombrie 1953  | Știința Cluj        | acasă         | 0-2           |

| Legendă    |
| ---------- |
| victorie   |
| egal       |
| înfrângere |

## Echipa
Formația standard: Iosif Fuleiter (Constantin Constantinescu) - Iosif Szoke, Ladislau Băcuț, Florian Ambru (Anton Fodor) - Gheorghe Băcuț, Valeriu Călinoiu (Viliam Florescu) - Dan Ion Sârbu (Nicolae Voinescu), Carol Bartha, Ion Suru, Nicolae Dumitru, Titus Ozon (Alexandru Ene).
La finalul turului, Iuliu Baratky a părăsit funcția de antrenor, în locul său fiind adus Angelo Niculescu.

### Transferuri
Deoarece transferurile au fost descurajate în acest sezon de forurile vremii, Dinamo a adus puțini jucători în perioada inter-competițională, doar cinci fotbaliști de la Dinamo Orașul Stalin, între care și Nicolae Voinescu.